# 대성산혁명렬사릉
대성산혁명렬사릉(大城山革命烈士陵)은 조선민주주의인민공화국의 혁명열사를 위한 묘지이다. 평양의 대성산 주작봉 마루에 있다.

## 역사
1975년 10월에 조성된 혁명렬사릉은 조선민주주의인민공화국의 국가 이념을 상징하는 중요한 의미를 갖고 있다. 대체로 조선민주주의인민공화국 건국의 주역인 혁명 1세대가 안치되어 있고, 참배객들로 늘 붐비는 장소이다.
본래 1954년에 대성산 기슭 미천호 옆에 조성되어 있던 혁명렬사묘역이 1975년에 조선로동당의 창건 30주년을 맞아 전망이 좋은 자리에 새로 건설된 것이다. 1985년 10월에는 김정일의 주도로 평묘 형태의 묘역을 현대식으로 개조하여 확장시켰다.

## 구성
입구의 릉대문을 지나 가파른 돌계단을 오르면 기념문주와 군상마당에 이른다. 군상마당에는 이 묘역에 묻힌 혁명렬사들의 항일 투쟁 업적을 집약한 조각이 설치되어 있다.
군상마당에서 이어지는 교양마당에는 김일성의 친필비와 헌시비가 있다. 친필비의 내용은 다음과 같다.
항일혁명렬사들의 숭고한 혁명정신은 우리 당과 인민들의 심장 속에 영원히 살아 있을 것이다

헌시비에는 다음과 같은 문장이 적혀 있다.
떠나간 나이와 고장은 저마다 달랐어도 돌아와 안긴 품은 하나인 대성산혁명렬사릉. 항일전에서 쓰러진 렬사들 여기 고이 잠들고 있나니 사람들이여 삼가 옷깃을 여미라.

가장 높은 곳에는 김일성의 아내이자 김정일의 어머니인 김정숙의 대형 묘가 있고 다음에 김일성의 숙부인 김형권, 동생인 김철주, 그리고 좌우로 혁명 1세대 인물들이 안장되어 있다. 각 묘지마다 대리석 기단 위의 반신상과 간단한 경력을 적은 비문에 설치되어 있다. 사진이 남아있지 않은 인물은 생존자의 기억을 바탕으로 반신상을 제작했다.

## 인물
2007년에 중앙일보가 확인했을 때 이 곳에 안치되어 있는 사람은 부부 합장묘에 묻힌 사람을 포함하여 약 160명이었다. 이 가운데 135명이 동북항일연군 출신이었고, 전체 안장자의 절반 이상은 1945년 태평양 전쟁 종전 전에 사망한 사람이었다.
김정숙 묘지를 중심으로 오른쪽에 김책, 안길, 류경수, 김경석, 최현, 왼쪽으로 강건, 최춘국, 오중흡, 최희숙, 김일, 오백룡, 오진우의 묘가 있다. 김혁, 차광수, 조명선, 태병렬, 최광, 전문섭의 묘도 있고, 지병학, 림춘추, 전문섭의 묘는 본래 애국렬사릉에 묻혔다가 이장되었다.
1984년에 사망한 김만금은 이 곳에 안장되었다가 1997년에 정치적인 사건에 휘말리면서 묘지가 파헤쳐졌다는 설이 있다.

## 같이 보기
- 애국렬사릉
- 재북인사들의묘
- 서울현충원
- 대전 현충원

## 참고자료
- 차문석 (2006년 8월 13일). “북한의 열사릉, 그 상징과 폭력 : 혁명열사릉과 애국열사릉”. 프로메테우스. 2013년 12월 24일에 원본 문서에서 보존된 문서. 2008년 6월 28일에 확인함.